# Dirk Verbruggen
Dirk Verbruggen (Mechelen, 16 januari 1951 – aldaar, 13 april 2009) was een Vlaams dichter en schrijver.

## Biografie
Verbruggen studeerde Germaanse filologie aan de Katholieke Universiteit Leuven. Daarna werd hij leerkracht Nederlands aan het Coloma-instituut te Mechelen. Lange tijd woonde Verbruggen in Elewijt.
In 1979 debuteerde hij als dichter met de bundel Spiegels in het zand. In 1987 volgde zijn prozadebuut, de roman Heilig zonder moeite. In totaal publiceerde hij drie poëziebundels en zeven romans. Ook schreef hij verschillende toneelstukken die hij met zijn leerlingen op school opvoerde. Een van deze leerlingen, Lucas Van den Eynde, werd later professioneel acteur.
Samen met enkele vrienden versierde Verbruggen ook Mechelse gevels met gedichten. Aan de Melaan kan een gedicht van hemzelf worden gelezen, getiteld Mechelen.
Op paasmaandag 2009 overleed Verbruggen op 58-jarige leeftijd aan kanker. Postuum verscheen zijn laatste roman, Goede papieren, later dat jaar bij Uitgeverij Vrijdag.

### Poëzie
- Spiegels in het zand, Yang Poëzie Reeks, 1979
- Afwezig, Yang Poëzie Reeks, 1981
- Mag ik het even laten sneeuwen: gespaarde gedichten (verzamelde gedichten), Snoeck-Ducaju & Zoon, 1995

### Proza
- Heilig zonder moeite, Kritak, 1987
- Licht bewogen, Nioba, 1990
- De liefdeseter, Uitgeverij De Geus, 1993
- Mijnheer en het meisje, Uitgeverij De Geus, 1995
- De zomer van Winona, Uitgeverij Van Halewyck, 1999
- De dagbewaarder, The House of Books, 2003
- Goede papieren, Uitgeverij Vrijdag, 2009

- Digitale Bibliotheek voor de Nederlandse Letteren: verb024
- International Standard Name Identifier: 0000 0000 3189 0529
- Library of Congress Control Number: n96089414
- Nederlandse Thesaurus van Auteursnamen: 068372337
- Virtual International Authority File: 65742492
- WorldCat: E39PBJppDWGVPKmKPrjHgkyrv3